# Marco Vipsanio Agrippa Postumo
Marco Vipsanio Agrippa Postumo (in latino Marcus Vipsanius Agrippa Postumus; 26 giugno 12 a.C. – Pianosa, 20 agosto 14), noto dopo l'adozione come Agrippa Giulio Cesare (Agrippa Iulius Caesar) e conosciuto semplicemente anche come Agrippa Postumo, è stato un politico romano, membro della dinastia giulio-claudia.

## Biografia

### Origini familiari ed adolescenza
Agrippa era il figlio di Giulia maggiore, figlia di Augusto, e Marco Vipsanio Agrippa. Nacque nel 12 a.C., poco dopo la morte del padre (da qui il nome, stabilito da Augusto in onore del genero). Aveva due fratelli maggiori: Gaio Cesare e Lucio Cesare, e due sorelle maggiori: Giulia minore e Agrippina maggiore. Come quella dei fratelli la sua educazione fu curata dallo stesso Augusto. Nel 2 a.C. fece il suo debutto in società partecipando ai Lusus Troiae (giochi troiani) organizzati in occasione della consacrazione del Tempio di Marte Ultore.

### Adozione ed esilio
Il 27 giugno del 4, dopo la morte dei suoi fratelli ed eredi di Augusto, Lucio nel 2 a Massilia a causa di una malattia e Gaio nel 4 per i postumi di una ferita di guerra, Agrippa fu adottato nel Foro Romano insieme a Tiberio da Augusto. Nel 7 Agrippa fu costretto all'esilio, prima a Sorrento e in seguito a Planasia. Il motivo ufficiale dell'esilio fu il carattere violento e insensato del giovane; Agrippa, già privo di buone qualità, passava la maggior parte del tempo a pescare facendosi chiamare Nettuno, screditando inoltre Livia Drusilla chiamandola matrigna e rimproverando Augusto stesso per non avergli concesso l'eredità paterna. Svetonio ci ricorda anche che un certo Giunio Novato, un plebeo, aveva diffuso una lettera durissima nei confronti di Augusto in nome del giovane Agrippa. Augusto lo punì solo con una multa.

### Morte
Fra l'8 e il 14, prima della morte di Augusto, ci fu un tentativo fallito, organizzato da Lucio Audasio e Asinio Epicadio, di rapire il giovane e sua sorella Giulia minore, entrambi esiliati su due diverse isole, e portarli alle legioni per scatenare una guerra civile. Alcuni mesi prima di morire sembra che Augusto, in compagnia di un amico, Paolo Fabio Massimo, abbia raggiunto segretamente Pianosa per incontrare Agrippa. L'incontro portò ad una riconciliazione fra i due, tanto che si sperò in un richiamo del giovane dall'esilio. Fabio Massimo raccontò dell'incontro alla moglie Marcia, amica di Livia, che si confidò con l'imperatrice; Fabio Massimo morì poco dopo, forse costretto al suicidio, e in breve tempo lo seguì lo stesso Augusto.
Subito dopo la morte di Augusto, Agrippa fu ucciso a Pianosa da un centurione; dalle fonti non è chiaro se l'ordine di ucciderlo sia stato dato dallo stesso Augusto poco prima di morire, da Tiberio, da Livia o fu un'iniziativa dello stesso centurione che lo aveva in custodia.

Uno schiavo di Agrippa Postumo, Clemente, subito dopo la morte di Augusto, aveva pianificato un tentativo di liberare il giovane e, con una nave da trasporto, portarlo alle legioni in Germania, che si stavano rivoltando, dove si trovavano la sorella di Agrippa, Agrippina maggiore, e il marito di lei Germanico, ma non riuscì ad arrivare in tempo per salvare il giovane riuscendo solo a portare con sé le ceneri del suo padrone. Alcuni mesi dopo lo stesso Clemente che si era rifugiato prima in Etruria e poi in Gallia, spacciandosi per Agrippa riuscì ad ottenere grandi appoggi sia tra i senatori sia tra i cavalieri, arrivando addirittura a marciare verso Roma con una numerosa banda, ma alla fine fu catturato con uno stratagemma e ucciso.